# Rajmund Moric
Rajmund Moric (ur. 27 czerwca 1944 w Katowicach) – polski polityk, inżynier górnik i związkowiec, poseł IX kadencji Sejmu PRL i V kadencji Sejmu RP.

## Życiorys

### Wykształcenie i praca zawodowa
Z wykształcenia magister inżynier górnik, w 1969 ukończył studia na Wydziale Górniczym Politechniki Śląskiej. Początkowo był ratownikiem górniczym. Pracował także jako inspektor BHP w Katowickim Zjednoczeniu Budowlanym. Od 1970 do 2000 pozostawał zatrudniony w KWK „Wujek” w Katowicach (na stanowiskach: stażysta, sztygar, kierownik), a następnie do 2005 jako radca prezesa w Wyższym Urzędzie Górniczym.
Działał jednocześnie w związkach zawodowych. W okresie 1982–1992 przewodniczył Federacji Związków Zawodowych Górników. Z jej ramienia zasiadał w Państwowej Radzie Górnictwa. Od 1984 do 1988 był członkiem komitetu wykonawczego oraz rady Ogólnopolskiego Porozumienia Związków Zawodowych. W 2001 zasiadł we władzach Związku Zawodowego Górników w Polsce.

### Działalność polityczna
Od 1969 do 1990 należał do PZPR, z ramienia której jako reprezentant okręgu bytomskiego zasiadał w Sejmie PRL IX kadencji. Pełnił funkcję wiceprzewodniczącego Komisji Prac Ustawodawczych. Był delegatem na IX i X Zjazd PZPR. Jako reprezentant strony rządowo-koalicyjnej był uczestnikiem obrad Okrągłego Stołu w zespole ds. reform politycznych. W wyborach parlamentarnych w 1991 bez powodzenia ubiegał się o mandat senatora z własnego komitetu wyborczego w okręgu katowickim. W 1993 z grupą związkowców i polityków środowisk narodowych współtworzył Komitet Samoobrony Narodu.
Był członkiem komitetu wyborczego Andrzeja Leppera jako kandydata w wyborach prezydenckich w 2005.
W tym samym roku wszedł w skład rady krajowej Samoobrony RP i został doradcą władz partii ds. górnictwa. W wyborach w 2005 z jej listy uzyskał mandat poselski na Sejm V kadencji z okręgu gliwickiego liczbą 3091 głosów. Pełnił funkcję przewodniczącego Komisji Polityki Społecznej. Był też członkiem Komisji Gospodarki. Przewodniczył także sześciu podkomisjom (m.in. ds. ustawy o Funduszu Ubezpieczeń Społecznych, ds. ustawy o pomocy społecznej i ds. świadczeń dla cywilnych ofiar wojny). Zasiadał w prezydium partii i klubu parlamentarnego Samoobrony RP.
W przedterminowych wyborach parlamentarnych w 2007 nie ubiegał się o reelekcję. Wkrótce po tych wyborach zrezygnował z funkcji partyjnych w Samoobronie RP i wycofał się z działalności politycznej.
W 2013 nakładem Wydawnictwa Naukowego „Śląsk” ukazała się jego książka autobiograficzna Byłem przy tym.

## Odznaczenia
Został odznaczony Krzyżem Kawalerskim i Oficerskim Orderu Odrodzenia Polski, Srebrnym i Brązowym Krzyżem Zasługi oraz Medalem 40-lecia Polski Ludowej.

## Życie prywatne
Jest żonaty, ma jedno dziecko.